# Bad Bellingen
Bad Bellingen é um município da Alemanha, localizado no distrito de Lörrach, na região administrativa de Freiburg, estado de Baden-Württemberg.